# Peter Binkovski
Peter Binkovski, slovenski nogometaš, * 28. junij 1972.
Binkovski je večji del kariere igral v slovenski ligi za klube Maribor, Korotan, Rudar Velenje, in Domžale. Skupno je v prvi slovenski ligi odigral 216 prvenstvenih tekem in dosegel trinajst golov. Ob tem je igral še za Östers IF v švedski ligi in Brummel Sendai v japonski ligi.
Za slovensko reprezentanco je med letoma 1994 in 1996 odigral 16 uradnih tekem in dosegel en gol. Edini reprezentančni gol je dosegel leta 1994 na prijateljski tekmi proti tunizijski reprezentanci.
Tudi njegov oče Boris je bil nogometaš.